# Целе
Целе (пол. Ciele, нім. Schellen) — село в Польщі, у гміні Біле Блота Бидґозького повіту Куявсько-Поморського воєводства.
Населення — 1151 особа (2011).

## Демографія
Демографічна структура станом на 31 березня 2011 року:
|          | Загалом | Допрацездатний вік | Працездатний вік | Постпрацездатний вік |
| -------- | ------- | ------------------ | ---------------- | -------------------- |
| Чоловіки | 579     | 133                | 418              | 28                   |
| Жінки    | 572     | 130                | 372              | 70                   |
| Разом    | 1151    | 263                | 790              | 98                   |